# Цитрат железа(III)
Цитрат железа(III) — органическое соединение, 
соль железа и лимонной кислоты с формулой FeC6H5O7,
красно-коричневые кристаллы,
растворяется в воде,
образует кристаллогидрат.

## Получение
- Действием раствора лимонной кислоты на гидроксид железа(III):

{\displaystyle {\mathsf {Fe(OH)_{3}+C_{6}H_{8}O_{7}\ {\xrightarrow {}}\ FeC_{6}H_{5}O_{7}+3H_{2}O}}}

## Физические свойства
Цитрат железа(III) образует красно-коричневые кристаллы.
Растворяется в воде, не растворяется в этаноле.
Образует кристаллогидраты состава FeC6H5O7•n H2O, где n = 3 и 5.
Разлагается под действием света. (до какого соединения ?)

## Применение
- Лекарственное средство при гипохромной (железодефицитной) анемии.
- Компонент растворов для диазотипии.